# Ctenota brunnea
Ctenota brunnea là một loài ruồi trong họ Asilidae. Ctenota brunnea được Theodor miêu tả năm 1980. Loài này phân bố ở vùng Cổ Bắc giới và châu Á.